# Eberhard Alff
Eberhard Alff (* 1. Februar 1938 in Fürstenreich) ist ein ehemaliger deutscher Politiker der SED. Er war von 1965 bis 1971 Abgeordneter der Volkskammer der DDR.

## Leben
Alff,  Sohn eines Arbeiters, besuchte die Grund- und die Oberschule. Er wurde 1952 Mitglied der Freien Deutschen Jugend (FDJ), 1955 des Freien Deutschen Gewerkschaftsbundes (FDGB) und 1959 der Sozialistischen Einheitspartei Deutschlands (SED). Von 1955 bis 1956 absolvierte er die Arbeiter-und-Bauern-Fakultät der Martin-Luther-Universität Halle-Wittenberg und erwarb das Abitur. Anschließend studierte er von 1956 bis 1961 am Erdölinstitut Moskau mit dem Abschluss Diplom-Ingenieur für Tiefbohrtechnik.
Von 1962 bis 1964 arbeitete er als Bohrmeister und Leiter der Abteilung Bohrtechnik im VEB Erdöl-Erdgaserkundung Gotha. Ab 1964 war er Leiter der Abteilung Bohrtechnik der VVB  Erdöl-Erdgas Gommern. Von 1962 bis 1964 gehörte er als Mitglied der SED-Bezirksleitung Erfurt an und war ab 1965 Politbeauftragter der Kampfgruppen der Arbeiterklasse. 
Im Oktober 1963 wurde er als Kandidat der SED im Wahlkreis 37 des Bezirkes Erfurt zum Nachfolgekandidaten der Volkskammer gewählt. Als Nachfolger des verstorbenen Otto Grotewohl wurde er am 13. Januar 1965 auf der 10. Volkskammertagung als Mitglied der Volkskammer bestätigt. Im Juli 1967 erfolgte seine Wiederwahl in die Volkskammer, diesmal im Wahlbezirk 21 im Bezirk Magdeburg. Von 1967 bis 1971 war er Mitglied des Jugendausschusses. 